# مرشح أشعة تحت الحمراء
يصمم مرشح الأشعة تحت الحمراء  (بالإنجليزية: Infrared cut-off filter أو IR filters) لامتصاص أو قطع الأشعة تحت الحمراء بينما يسمح بمرور الضوء المرئي. وتستخدم المرشحات من ذلك النوع كثيرا في أجهزة العرض السينمائي وعرض الشرائح الفوتوغرافية لتلافي ارتفاع درجة الحرارة. كما توجد أنواع للمرشح تستعمل في الإلكترونيات مثل CCD أو CMOS وكاميرات الفيديو لحجب الأشعة تحت الحمراء نظرا لكون تلك الكاميرات حساسة بالنسبة لتلك الأشعة. وتميل الصور عند استخدام تلك المرشحات إلى اللون الأزرق بعض الشيء حيث يمكن أن تمتص أيضا جزءا من طيف الموجات الحمراء.

## مرشحات تسمح بنفاذية الأشعة تحت الحمراء

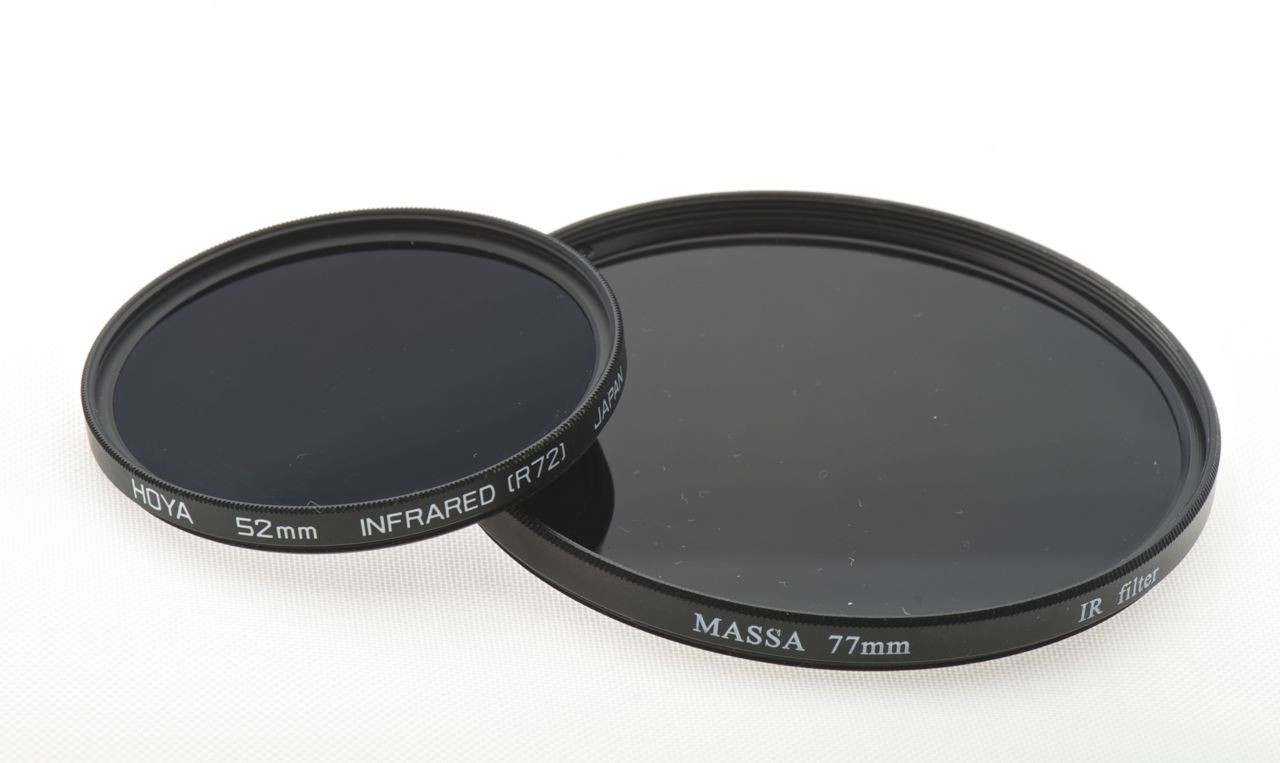
مرشحات تسمح بمرور الأشعة تحت الحمراء تستعمل في التصوير.

بينما يعني التعبير مرشح للموجات تحت الحمراء أن المرشح يحجب أو يمتص الأشعة تحت الحمراء بينما يسمح بمرور الأشعة ذات أطوال موجة مختلفة عن طول موجة الأشعة تحت الحمراء، توجد مرشحات تمرر بصفة خاصة الأشعة تحت الحمراء وتحجب غيرها وتسمى هذه بالإجليزية IR transmitting (passing) filters، وتستخدم بغرض التصوير في نطاق الأشعة تحت الحمراء. تلك المرشحات التي تمرر الأشعة تحت لحمراء تمتص أو تحجب الضوء المرئي والأشعة فوق البنفسجية. وأحيانا نستعمل ضوءا في نطاق الأشعة تحت الحمراء في الغرف المظلمة المعدة لتحميض الأفلام من دون إفساد للأفلام المصورة. 

## اقرأ أيضا
- مرشح أشعة فوق البنفسجية
- مرشح استقطابي
- مزج ضوئي
- كهروضوئيات
- أجهزة بصرية
- حمام الشمس
- تباين (بصريات)